# Castelnau-Barbarens
Castelnau-Barbarens település Franciaországban, Gers megyében. Lakosainak száma 579 fő (2022. január 1.). Castelnau-Barbarens Saint-Caprais, Bédéchan, Boulaur, Haulies, Lartigue, Lussan, Pessan és Saramon községekkel határos.

## Népesség
A település népességének változása:
| Lakosok száma | 525  | 432  | 452  | 484  | 506  | 518  | 528  | 531  | 547  | 579  |
|               | 1968 | 1982 | 1999 | 2006 | 2011 | 2015 | 2017 | 2018 | 2020 | 2022 |